# 非言語コミュニケーション
非言語コミュニケーション（ひげんごコミュニケーション、英語: nonverbal communication）とは、言葉以外の手段を用いたコミュニケーション（メッセージのやり取り）のこと。略号でNVCとも。

## 概要
非言語コミュニケーションとは、言葉以外の手段によるコミュニケーションのことである。
人間は日常的に複数の非言語的手がかりを使いメッセージを伝達しあっている。これを「非言語的コミュニケーション」（nonverbal communication ノンバーバル・コミュニケーション）という。この非言語的なコミュニケーションは、意識して用いていることもあれば、無意識的に用いていることもある。
人間はコミュニケーションを行う時、言葉を使い互いの感情や意思を伝えあってもいるが、「目は口ほどにものをいう」といった諺にも示されているように、言葉よりも顔の表情・視線・身振りなどのほうが、より重要な役割を担っていることがある。非言語コミュニケーション研究者のレイ・L・バードウィステルは、二者間の対話では、ことばによって伝えられるメッセージ(コミュニケーションの内容)は、全体の25パーセントにすぎず、残りの65パーセントは、話しぶり、動作、ジェスチャー、相手との間のとり方など、ことば以外の手段によって伝えられる、と分析している。
人間は非言語的コミュニケーションを、顔の表情、顔色、視線、身振り、手振り、体の姿勢、相手との物理的な距離の置き方などによって行っている。
「人体」(コミュニケーション当事者の遺伝因子に関わる諸々の身体的特徴の中で、なんらかのメッセージを表わすもの。たとえば性別、年齢、体格、皮膚の色など)、「動作」(人体の姿勢や動きで表現されるもの)、「目」 (目つきとアイコンタクト)、「周辺言語(パラランゲージ)」(話しことばに付随する音声上の性状と特徴)、「沈黙」、「身体接触」(相手の身体に接触すること、またはその代替行為による表現)、「対人的空間」(コミュニケーションのために人間が利用する空間)、「時間」(文化形態と生理学の二つの次元での時間)、「色彩」という9種類の「ことばならざることば」が、それが言語と共に用いられるかどうかとは無関係に、人間のあらゆるコミュニケーションに寄与するところが大きいことが明らかになっている。
身振りなどの非言語コミュニケーションの多くは文化によって異なるが、人間の基礎的な感情である怒り、失望、恐怖、喜び、感動、驚きなどに対する表情は普遍的なものとされる。非言語コミュニケーションを最初に研究対象としたのはチャールズ・ダーウィンの『人及び動物の表情について』（1872）とされ、以来非常に多岐にわたる研究がなされている。

## 非言語と言語の区別
言語コミュニケーションとは｢言葉｣を使ったコミュニケーションの全てを対象とし、必ずしも音声を伴っている必要はない。例えば手話や、書記言語である筆記を用いたコミュニケーションも言語コミュニケーションである。
反対に手話や筆談の場合でも、例えば「手話がたどたどしいことから相手へ持った印象」や「字が汚い/丁寧なことからくるイメージ」などは、非言語のメッセージである。普通の言葉を使った会話であっても、それが発せられる口調や強さ、声の高さ、言い淀み、発するときの表情によって伝わる内容は異なる可能性があり、それらはパラ言語と呼ばれる非言語コミュニケーションの一部である。
| メッセージの種類        | 具体例                                                           |
| ----------------------- | ---------------------------------------------------------------- |
| 言語/音声メッセージ     | 口頭言語                                                         |
| 言語/非音声メッセージ   | 文面、ジェスチャーサイン                                         |
| 非言語/音声メッセージ   | 声の張り、イントネーション、話す速度、言葉遣い                   |
| 非言語/非音声メッセージ | 外見・身だしなみ、身振り手振り、姿勢、視線、対人距離、表情、呼吸 |

## コミュニケーションに寄与する「ことばならざることば」

### 沈黙
「無言でいること」はコミュニケーション手段の一つである。
沈黙には、話しことばでのコミュニケーションに付随するものと、ことばによる相互反応とは無関係なものもある。
マジョリー・F・ヴァーガスは、話し言葉でのコミュニケーションに付随する沈黙を「連接」、「間 (ま)」、「口ごもり」の3つに分類している。
人間がことばを口にする時には、語、句、センテンスの間に必ず千分の一秒から数分間にいたるまでの間隔を置く。これは厳密な意味では、周辺言語の延長で、文法上、「連接」と呼ばれる。この沈黙時間があることによって、例えば、英語であれば「アイス クリーム」と「アイ スクリーム(私は叫ぶ)」を区別できる。連接は全ての言語にある。
もう一つの周辺言語的な沈黙は「間」である。「間」を置く理由は、ことばを区切り、強調し、またことばによるメッセージを相手の心に浸透させるためである。間の取り方には個人差がある。
話しことばに伴う沈黙には、いわゆる「口ごもり」がある。個人差に加え、話している内容、自発性の程度、そのコミュニケーションが行われている対人的状況の緊張度などによっても差異が生じる。次に言うことばを考えたり、相手の反応を解読したり、相手の感情に反応したりしている場合に口ごもる。このような場合、その沈黙時間を埋めるために、私たちは唾を呑みこんだり、吐息をついたり、頻繁に周辺言語を発したりする。口ごもりの頻度、持続時間、性状などは個人差が大きい。
ヴァーガスによれば、ことばによる相互反応とは無関係な沈黙は分類不可能だという。それは、沈黙が起こる状況に深く依存しており、その時点で伝達したいことが何もない時にも、話し手が言うことや言い方を決めかねている時にもは起こり得るし、お互いの気持をことばにする必要のないと感じて沈黙している場合もあれば、憎しみと強烈な拒絶感のため、話すことを拒否している場合もあるからだ。

### 身体接触
触覚を通して相手に伝達できるメッセージは数多くあり、圧迫の程度、持続時間、頻度、接触箇所、接触に用いる体の部分などによって、メッセージの伝達方法は異なる。

### 対人的空間
人間が空間を操作する方法と、その空間に対する反応の仕方が、あたかも文法や語法の整った「ことばならざることば」を形成する。

### 時間
ある人が時間を認識し、構成するやり方、また時間に対する反応の仕方は、その人の対人関係に影響する。

### 色彩
人間は色彩にメッセージを込めたり、色彩からメッセージを読み解いたりする。すなわち、色彩はコミュニケーション手段になりうる。色彩によるコミュニケーションが成り立つのは、伝統、文学、歴史を通じてその文化圏の人間に共通の知識、感情、経験を与えるからである。